# Каттоліка
Каттоліка (італ. Cattolica) — муніципалітет в Італії, у регіоні Емілія-Романья,  провінція Ріміні.
Каттоліка розташована на відстані близько 240 км на північ від Рима, 130 км на південний схід від Болоньї, 17 км на південний схід від Ріміні.
Населення — 17 084 особи (2014).

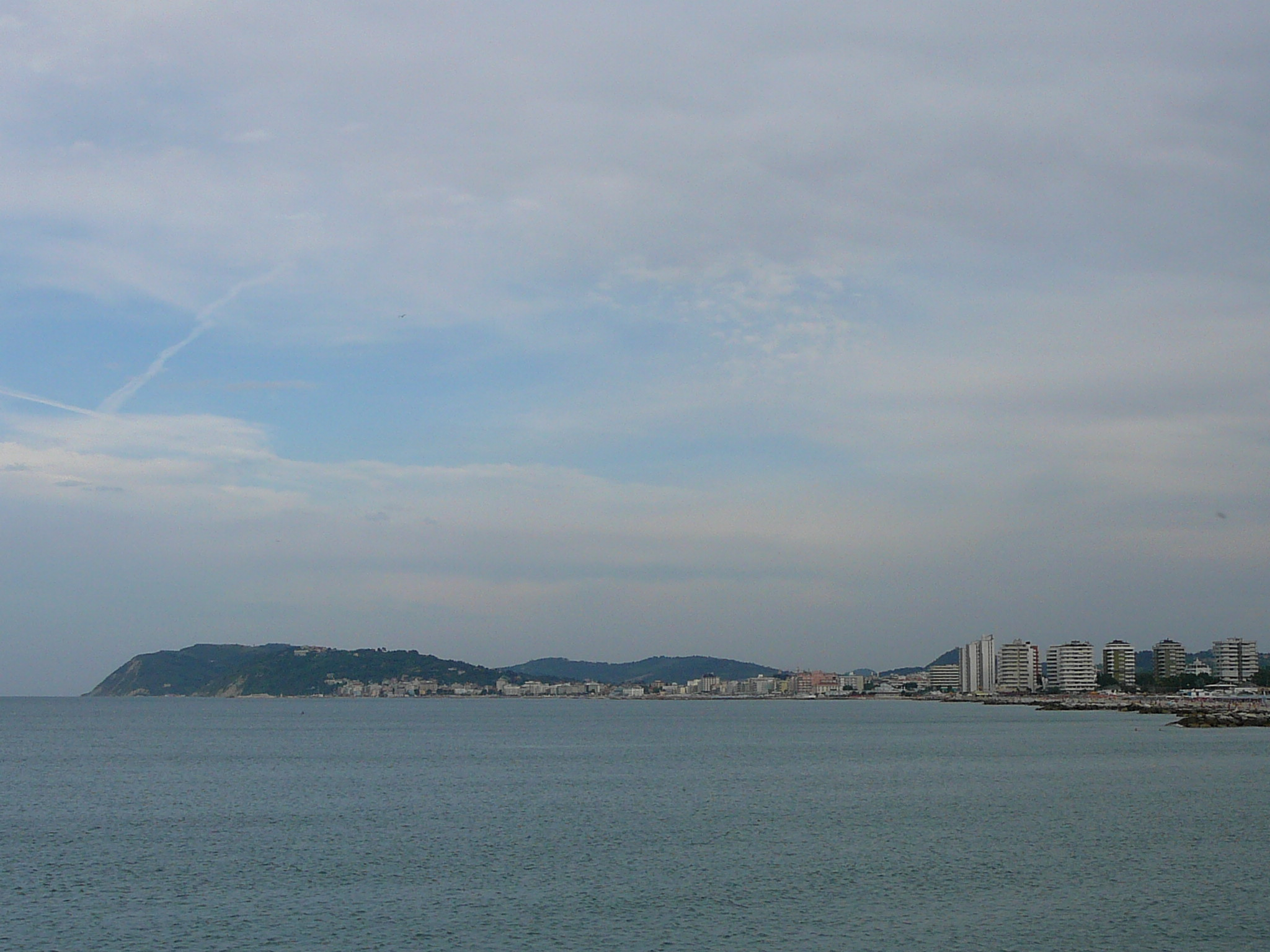

Щорічний фестиваль відбувається 30 квітня. Покровитель — San Pio V.

## Демографія
Населення за роками:

Станом на 1 січня 2023 року в муніципалітеті офіційно проживали 1753 іноземці з 75 країн, серед них 404 громадяни країн Євросоюзу та 451 громадянин України.

## Сусідні муніципалітети
- Габічче-Маре
- Градара
- Мізано-Адріатіко
- Сан-Джованні-ін-Мариньяно